# کریگ دونداس
کریگ دونداس (انگلیسی: Craig Dundas؛ زادهٔ ۱۶ فوریهٔ ۱۹۸۱) بازیکن فوتبال است.